# محمد موسى (لاعب كرة قدم)
محمد موسى (1 يناير 1995 - ) هو لاعب كرة قدم مصري في مركز حراسة المرمى.

## وصلات خارجية
- محمد موسى على موقع قاعدة بيانات كرة القدم.إي يو (الإنجليزية)
- محمد موسى على موقع قاعدة بيانات كرة القدم.إي يو (الإنجليزية)
- محمد موسى على موقع قاعدة بيانات كرة القدم.إي يو (الإنجليزية)